# Нисбет, Скотт
Скотт Нисбет (англ. Scott Nisbet; род. 30 января 1968, Эдинбург) — шотландский футболист, защитник. Наиболее известен по выступлениям за «Рейнджерс».

## Клубная карьера
В мае 1982 года, Нисбет стал игроком академии «Рейнджерс». 7 декабря 1985 года в матче против «Мотеруэлл» он дебютировал в составе «джерс». 17 марта 1993 года в матче новосозданной Лиги чемпионов УЕФА Нисбет забил гол в поединке против «Брюгге», отличившись в ворота Даниэля Верлиндена. В 1993 году был вынужден завершить карьеру из-за растяжения паха, которая позже переросла в травму таза.
В 38 лет возобновил карьеру, выступая за молодёжную команду Арнистон Рейнджерс. В 2009 году в составе «Клайда» сыграл в товарищеском матче против «Манчестер Юнайтед». Из-за регистрации в составе «Арнистон Рейнджерс», Нисбет не смог перейти в клуб на постоянной основе, несмотря на желание главного тренера.

## В культуре
Упоминается в романе Ирвина Уэлша «На игле» в рассказе Speedy Recruitment, герой Спуд использует его как пример выходца из Крейгройстона, добившегося всемирного успеха.